# لموآ
لموآ (به اسپانیایی: Lemona) یک دهستان در اسپانیا است که در Arratia-Nerbioi واقع شده‌است. لموآ ۱۵٫۸۵ کیلومتر مربع مساحت و ۳٬۵۱۲ نفر جمعیت دارد و ۸۰ متر بالاتر از سطح دریا واقع شده‌است.